# Schlacht am Granikos
Granikos – Milet – Halikarnassos – Issos – Tyros – Gaugamela – Persische Tore – Jaxartes – Sogdischer Felsen – Fels von Chorienes – Gabai – Hydaspes
Die Schlacht am Granikos wurde im Mai 334 v. Chr. zwischen den Makedoniern und verbündeten Griechen unter Alexander dem Großen einerseits, einem Heer der persischen Satrapen von Kleinasien andererseits geschlagen. Diese erste Schlacht auf dem Feldzug Alexanders gegen das Perserreich endete mit einem Sieg des makedonischen Königs.

## Feldzugsbeginn
Nach dem Aufbruch des makedonischen Heeres im Frühjahr 334 v. Chr. und dem Zug entlang der Nordküste der Ägäis erreichte Alexander der Große am zwanzigsten Tage Sestos. Von dort aus war der Übergang nach Kleinasien über den Hellespont vorgesehen. Da die Flotte der Perser es versäumt hatte, die Meerenge zu sperren, konnte Alexander seine Flotte (160 Trieren und zahlreiche Lastschiffe) dort positionieren. Der makedonische General Parmenion setzte das Gros des Heeres nach Abydos über, während Alexander mit wenigen Truppen gegenüber von Troja an Land ging. Symbolisch warf er seine Lanze an Land („speererworben“) und opferte den Helden des Trojanischen Krieges, vor allem seinem Vorbild Achilleus, in dessen Heiligtum er seinen Schild gegen den des Heroen tauschte. Er ordnete an, Troja wieder aufzubauen und gab den neuen Bürgern Autonomie und Steuerfreiheit.
Dem Denken und Selbstverständnis der Antike gemäß legte Alexander viel Wert auf religiöse Zeremonien und kultische Handlungen. Ungewöhnlich für die Zeit war, dass er auch die Götter anderer Völker ehrte und ihnen Opfer darbrachte. In diesem Rahmen lässt sich auch die Deklaration Alexanders für seinen Zug als Vergeltung für die Zerstörung griechischer Städte und vor allem der Akropolis in Athen im Jahre 480 v. Chr. durch den Perserkönig Xerxes I. verstehen. Tatsächlich standen auch damals handfeste politische und wirtschaftliche Interessen im Hintergrund.

## Ausgangslage

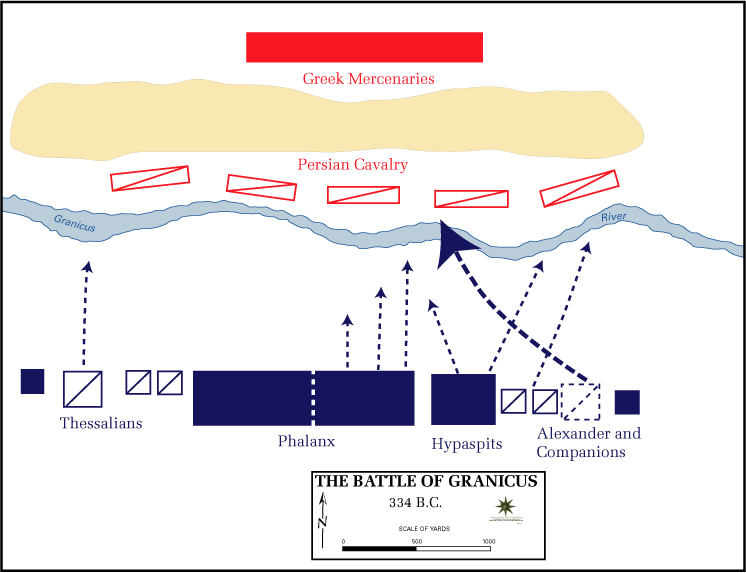
Schlachtaufstellung

Bei Abydos traf Alexander wieder auf den Hauptteil seines Heeres, um dann möglichst rasch dem bereits aufmarschierten Heer der persischen Satrapen von Kleinasien entgegen zu ziehen. In der Vorbereitung dieser Begegnung hatte der Großkönig Dareios III. einen schweren Fehler begangen, als er keinen Oberbefehlshaber benannte, sondern das Vorgehen einem Kriegsrat seiner Satrapen überließ. In diesem Kriegsrat hatte der griechische Söldnerführer Memnon von Rhodos zu einer defensiven Taktik geraten, um die Makedonen ins Land zu locken und sie dann mit einer Strategie der verbrannten Erde in Versorgungsschwierigkeiten zu bringen. Gegen die Satrapen hatte Memnon jedoch keine Durchsetzungschance, da die persischen Adligen ihn als Günstling des Großkönigs bekämpften und sie auch ihre Lande nicht zerstören wollten. Zudem wäre ein Zurückweichen ihrer Ehre nicht würdig gewesen.
Somit zog das persische Heer Alexander entgegen an das östliche Ufer des Flusses Granikos. Der Fluss Granikos (heute Biga) war am Schlachtenort ungefähr 20 m breit. Er mündet in das Marmarameer.

## Schlachtverlauf
Die persische Reiterei bezog Position direkt am Fluss, während die griechischen Söldner rückwärts im ansteigenden Gelände aufgestellt waren. Die für sie selbst ungünstige Aufstellung der Perser wurde von Alexander sofort erkannt. Reiterei ist eine Angriffswaffe und nicht zur Abwehr von Fußtruppen geeignet – zumal gegen makedonische Phalangiten mit ihren überlangen Speeren. Der König ließ sich auch von seinem Feldherren Parmenion, der zum Abwarten riet, nicht abhalten, da er eine Einsicht seiner Gegner in ihren Fehler befürchtete. Er setzte die leichte Reiterei mit den schwerbewaffneten Fußtruppen links und rechts auf die Flügel des gegnerischen Heeres an, so dass sich die persischen Reiter auf die auseinander liegenden Brennpunkte teilten. Alexander selbst griff unmittelbar darauf mit seiner Elite–Reiterei die dichteste Massierung der Gegner und die dort versammelten Heerführer an. Der weiße Helmbusch des Königs war im größten Getümmel zu sehen und er entging nur knapp dem Tod, zuletzt wurde er von seinem Gefährten Kleitos gerettet. Die Makedonen behielten die Oberhand und zersprengten das persische Zentrum. Das entfernt stehende Fußvolk der Perser und vor allem die griechischen Söldner waren zum Zuschauen verurteilt. Nun wurden sie konzentrisch von allen Seiten angegriffen – nicht sehr viele entkamen, 2000 wurden gefangen. Nur die Thebaner wurden freigelassen.

## Folgen
Alexander ließ auch die gegnerischen Gefallenen bestatten, erkundete sich persönlich bei den Verwundeten nach ihrem Befinden und den Umständen ihrer Verletzungen. Die gefangenen Söldner wurden zur Sklavenarbeit nach Makedonien abgeführt. Dies sollte Griechen davon abschrecken, sich in persische Dienste zu begeben. Nach der Schlacht bei Issos wurden sie amnestiert.
Alexander sandte 300 Rüstungen persischer Reiter nach Athen, als Weihgeschenk für die Stadtgöttin Pallas Athene. Dies sollte der dortigen Bürgerschaft, deren Treue durchaus zweifelhaft war, den Anfangserfolg vor Augen führen.
Der Bildhauer Lysipp schuf eine Gruppe von 34 Reiterstatuen aus Bronze, die Alexander mit den in der Schlacht gefallenen Generälen darstellten. Die Statuen wurden in der Stadt Dion aufgestellt. Sie waren nach der Verbringung nach Rom in der Portikus der Octavia aufgestellt.
Die Macht Persiens in Kleinasien war durch den Sieg gebrochen – zwar war Memnon mit einem Teil der Söldner entkommen und versuchte, sich auf die persischen Besatzungen in den ionischen Städten zu stützen, doch konnte er sich erst in Halikarnassos wieder festsetzen. Nun erst erhielt er vom Großkönig den Oberbefehl über den kleinasiatischen Kriegsschauplatz. Alexander vermied es, ins Landesinnere vorzudringen, obwohl dies reiche Beute versprochen hätte. Um der überlegenen persischen Flotte wirksame Operationen zu verwehren, musste er die Küstenstädte besetzen. Eine Ausnahme bildete die Satrapenresidenz Sardes, die ehemalige Hauptstadt Lydiens – ihre Eroberung im Innern des Landes war notwendig, um die Flanke seiner weiteren Unternehmungen zu sichern. Der befürchtete Widerstand von Sardes blieb aus – der Befehlshaber Mithrines kam dem Makedonen entgegen, um Stadt und Burg zu übergeben. Den Perser nahm Alexander in sein Gefolge auf, die Sardianer und Lyder erhielten ihre Freiheit und ihre alte Verfassung wieder.
Alexander wandte sich mit der Hauptmacht nach Ionien, dessen Städte – so weit sie sich nicht im Griff persischer Besatzungen oder in der Hand oligarchischer Regime befanden – bereitwillig die Tore öffneten. Stationen dieses Zuges waren die Großstädte Ephesos und Milet, sowie unter anderen die Städte Magnesia, Tralleis, Smyrna, Priene und Klazomenai, die Städte in Karien mit der Hauptstadt Halikarnassos und weiter bis Perge und Aspendos an der Südküste, bis er sich mit dem Heer wieder ins Landesinnere nach Gordion begab. Dort wurde überwintert.
Am Ende des Jahres 334 v. Chr. waren die Küstenregionen Kleinasiens weitgehend in der Hand des Makedonen, doch war Memnon mit der Flotte noch Herr des Meeres und der Inseln und er hatte begonnen, Alexanders Verbindung nach Makedonien abzuschneiden und wollte den Krieg nach Griechenland tragen. Auf persischer Seite schien noch kein Grund zur Besorgnis zu bestehen.